# 2025年烏克蘭反貪腐示威
2025年7月22日起，大批烏克蘭民眾在基輔、敖德薩、利沃夫和聶伯城聚集，抗議烏克蘭最高拉達（國會）通過，並獲總統澤連斯基簽署的第12414號法案，該法案被指削弱烏克蘭國家反腐敗局和特別反腐敗檢察官辦公室的獨立地位。示威活動在翌日擴展至全國各地多個城市。是自2022年起俄羅斯入侵烏克蘭以來首次爆發大規模示威活動。
示威活動期間，大批民眾在紙板上寫上抗議標語，以表達訴求，令是次示威活動被稱為「紙板革命」或「紙板上的革命」。
及後，總統澤連斯基於7月24日表示，已經向烏克蘭國會提交確保烏克蘭反腐敗機構獨立性的法案，國會將於7月31日召開特別會議審議。並表示保持團結和獨立十分重要，政府尊重所有烏克蘭人的立場，並感謝所有與烏克蘭站在一起的人。

## 背景
7月21日，烏克蘭國家安全局突擊搜查烏克蘭國家反腐敗局（烏語縮寫：НАБУ、英語縮寫：NABU）辦公室，拘捕2名反腐敗局官員，並對15名員工進行搜查，當時傳出消息指行動是與針對一次交通違規行為進行的調查，但行動涉及的員工數量佔反腐敗局的絕大部份，被指形同癱瘓單位運作。其後烏克蘭國家安全局和總檢察長辦公室的調查人員表示，調查重點是一名涉嫌犯下叛國罪的親俄國會議員。
烏克蘭國家反腐敗局曾多次披露烏克蘭國內高層政要的貪腐行為，包括今年六月曾經指控烏克蘭現任副總理兼民族團結部長奧列克西·切爾尼紹夫涉嫌在2020至2022年出任社群和地區發展部長期間，於一項國有土地發展項目涉收取34萬美元賄款。而在示威期間，有示威者批評21日的搜查行動是由於反腐敗局針對總統澤連斯基的親信進行腐敗調查而引起。
2025年7月22日，烏克蘭國會以263票贊成、13票反對、13票棄權通過第12414號法案，法案允許由總統任命的檢察機關對向國會負責的烏克蘭國家反腐敗局與特別反貪腐檢察官辦公室（САП；SAPO）進行更直接的監督，日後2個機構的行動須經由總檢察長核准，總檢察長亦可撤銷2個機構進行的調查。法案被批評削弱烏克蘭國家反腐敗局和特別反腐敗檢察官辦公室長期以來維持的機構自主性，並賦予總檢察長新的權力。而目前烏克蘭總檢察長是由總統澤連斯基提名的魯斯蘭·克拉夫琴科出任，克拉夫琴科被指是澤連斯基的親信。法案由執政人民公僕黨提出，獲在野黨全烏克蘭祖國聯盟和生活與和平平台的支持，而另一在野黨選民之聲黨則表示反對。
法案的通過引發烏克蘭多個主要城市出現廣泛的抗議活動，在抗議活動中大批示威者呼籲總統澤連斯基運用總統否決權，否決相關爭議法案。但總統澤連斯基仍然在7月22日晚上，在示威聲音中簽署相關法案，並在社交平台上表示，法案的通過將令烏克蘭的反腐敗體制將發揮作用，同時亦能讓烏克蘭反腐敗局和特別反腐敗檢察官辦公室更有效運作。
反對人士指出，法案的通過讓政府能夠更容易地選擇性起訴哪些腐敗案件，擔心損害烏克蘭加入歐盟的努力。歐盟鄰里和擴大委員會專員瑪爾塔·科斯表示，法案的通過是烏克蘭在反貪腐道路上的倒退。

## 过程

### 7月22日
示威者聚集在烏克蘭基輔伊万·弗蘭科戲劇劇院附近，退伍軍人德米特羅·科齊亞廷斯基在活動中向「普通關心此事的烏克蘭民眾」發出呼籲，希望大家站出來。
烏克蘭傳媒「烏克蘭真理報」和「Hromadske」估計，數百人參與在基輔的抗議活動，而烏克蘭獨立新聞社則报道，有約1千人參加示威民眾亦聚集在利沃夫、第聶伯羅 和敖德薩等各大城市。
示威者主要由受到2013年廣場起義抗議活動的鼓舞，但並未親身參與的年輕人組成。數百名民眾走上街頭反對法案，並呼籲政府不要重回前總統維克托·亞努科維奇執政時期的腐敗舊制。
烏克蘭國家反腐敗局局長克里沃諾斯在總統澤連斯基簽署法案前表示，烏克蘭國家安全局在21日對反腐敗局辦公室進行超過70次搜尋，拘捕一名涉嫌與俄羅斯聯邦情報部門有關連的反腐敗局僱員，認為這不能成為摧毁和剝奪反腐敗機構獨立性的根據。反腐敗局歡迎國家安全局開展的反情報行動，並尊重其他執法部門的工作，但強調這種行動不能成為破壞反腐敗機構的基礎。同時指出烏克蘭反腐敗系統的基礎被國會263名議員的贊成票摧毁，又指控相關法案由懷疑烏克蘭反腐敗局和特別反腐敗檢察官辦公室效率的國會議員提出，認為他們在推動法案時存在利益衝突。敦促總統澤連斯基不要簽署法案，亦向公眾承諾如果總統澤連斯基簽署法案，自己將會努力恢復反腐敗局的獨立地位。
烏克蘭政治研究學院在烏克蘭國會通過第12414號法律草案後表示，將6名投下贊成票的國會議員從校友會中開除，當中包括亞歷山大·達努察、塞爾希·葉夫圖肖克、德米特羅·基西列夫斯基、瑪麗亞·梅贊特娃和德米特羅·納塔盧哈，指出學院重視6人在過去的貢獻，但在核心價值觀問題上不能妥協。批評6名議員投下贊成票的行為不可接受，違背學院大力維護民主和法治基石的價值觀。同時批評法案是政治短視的明顯例子，將烏克蘭帶回2012年前總統亞努科維奇的統治時代。學院向所有抵制廢除10多年來實現司法獨立而進行工作的人表示感謝。

### 7月23日

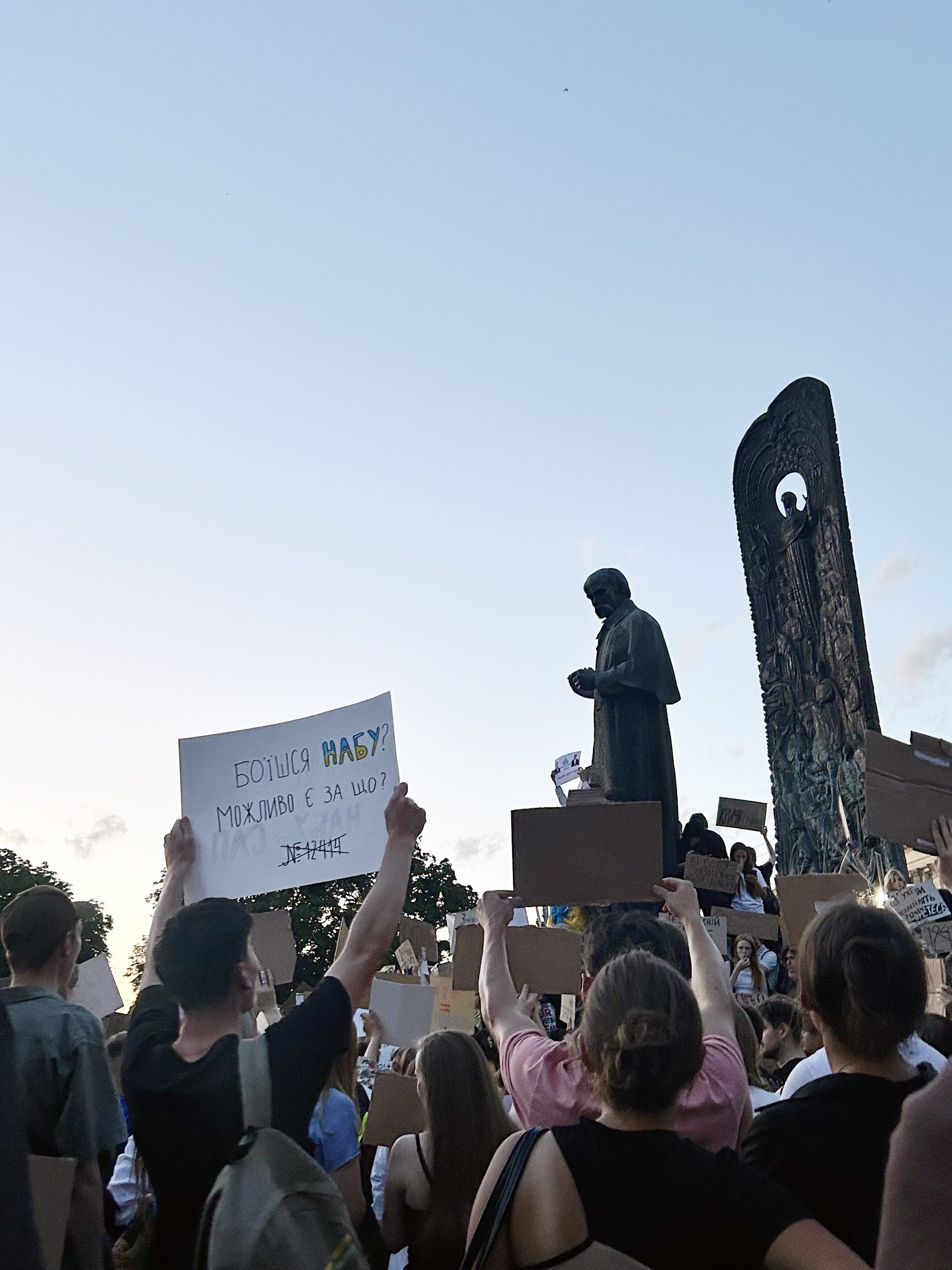
大批民眾在利沃夫市聚集，抗議削弱反腐敗部門獨立性

示威行動踏入第二日，大批市民聚集在基輔市中心的伊凡·法蘭科劇院前廣場進行示威，要求當局取消總統通過並簽署的第12414號法案，恢復烏克蘭反腐敗機構的獨立性。示威者高呼「恥辱」、「移除伸向烏克蘭國家反腐敗過和特別反腐敗檢察官辦公室的手」、「廢除法案」以及「這是背叛」的口號。約400名示威者聚集在哈爾科夫市大學捷運出口附近進行示威活動，同樣高呼「否決法案」、「烏克蘭不是俄羅斯」和支持烏克蘭武裝部隊的口號，一些示威者將本次示威活動與2013至14年期間的親歐盟的示威活動相比。在哈爾科夫的示威活動進行期間發出空襲警報，示威者迅速躲到避難所。在空襲警告結束後，示威人群沿蘇梅街前往歌劇院繼續示威。約數百名示威者聚集在切爾卡瑟市主廣場，抗議第12414號法案的通過和生效，有疏散到當地居住在頓涅茨克和盧甘斯克地區的烏克蘭民眾，攜帶頓涅茨克州和盧甘斯克州州旗參與示威。在伊萬諾-弗蘭科夫斯克、尼古拉耶夫、扎波羅熱、文尼察、克洛佩夫尼茨基、敖德薩、日托米爾、捷爾諾波爾、第聶伯羅、利沃夫等地亦各有數百名示威者抗議第12414號法案，並高呼反腐敗、要求恢復反腐敗機構獨立性的口號。各地的示威大致和平進行，亦未有遭遇俄羅斯攻擊的情況。
大批市民到烏克蘭總統澤連斯基在社交平台發佈的每日影片講話下留言，批評澤連斯基簽署法案是「背叛」烏克蘭人民。烏克蘭國會議員提摩申科留言指澤連斯基已經失去社會的信任。律師葉夫亨·普羅寧寫下總統先生，社會對第12414號法律感到憤怒，現在不能接受您的任何其他資訊。製片人維多利亞·米爾查表示，自己哥哥不會為這樣的國家而死，自己站在邁丹上是為了原本的烏克蘭。作家基拉·科斯表示，曾經參與尊嚴革命的學生已經30至35歲，現在已經是成年人，愚弄他們不是那麼容易，這種資訊是給誰的。烏克蘭士兵斯拉瓦·喬尼寫下這是烏克蘭人民的恥辱和背叛。不少留言將澤連斯基簽署法案的行為與2013年的親俄總統維克託·亞努科維奇相提並論，指控澤連斯基集中權力和削弱關鍵機構。
烏克蘭國民警衛隊軍事記者，在基輔大學就讀的奧克薩娜·帕拉沙克公開呼籲，基輔大學的同學抵制2名在第12414號法案中投下贊成票的國會議員柳博夫·什帕克和萊西亞·扎布蘭娜，在基輔大學兼任講師期間所教授的課堂。形容投下贊成票的國會議員可恥，實際上摧毀烏克蘭反腐敗機構的獨立性，並讓烏克蘭回到亞努科維奇時代。呼籲同學不要讓那些破壞反腐敗體系的人來為你們洗腦。
烏克蘭總裁協會發聲明表示，烏克蘭國會通過的法律草案破壞烏克蘭反腐敗機構的獨立性，將其變成未經改革和政治依賴的檢察官辦公室的部門，並大大限制這些機構的有效性，剝奪其調查機密的能力。摧毀歐盟為烏克蘭敞開的大門以及對烏克蘭的信任和支援，大大增加烏克蘭的金融風險。當前事件是破壞烏克蘭歐洲一體化的道路，不僅以2013年廣場革命期間死亡的數百名「天下百人英雄」的生命作代價，而且以2014年至2018年前線反恐英雄以及後來的數千名烏克蘭武裝部隊在全面戰爭中的生命作代價。隨著經濟安全局和法官資格委員會的重啟，以及對民間社會活動家、軍事人員、記者等施加出於政治動機的選擇性司法的破壞，令烏克蘭社會一種回到2013年廣場革命前的感覺。
烏克蘭傳媒「基輔獨立報」表示，在發表關於政府擴大總檢察長對國家反腐敗局和特別反腐敗檢察官辦公室的控制權的批評性和深入報道後，該報的網站遭到大規模的DDoS攻擊，沒有使用者資料外洩，但目前無法確定襲擊背後的來源。
美國國會眾議員葛林在社交平台上引用示威照片聲稱，基輔爆發針對烏克蘭總統澤連斯基的大規模抗議活動，形容澤連斯基是一個獨裁者，因拒絕達成和平協議和結束戰爭，令烏克蘭爆發示威，應將澤連斯基趕出辦公室。而美國必須停止資助和傳送武器。有參與示威的烏克蘭民眾隨即向傳媒表示，對俄羅斯的宣傳如何深入一個國家感到震驚，對於葛林這種說法，認為只不過是對抗議目標的殘酷捏造。烏克蘭人想要的只是代表人民意願的公平法律，相信大多數參與示威的人，實際上是投票給澤連斯基的選民，在這裡表示的是不同意澤連斯基的決定，而不是反對澤連斯基本人。一些抗議者表示，預計俄羅斯會試圖利用反腐敗的抗議活動作出虛假宣傳，並希望外國夥判不要被錯誤資訊所動搖。

### 7月24日
大批市民連續第三日聚集在基輔市中心的伊凡·法蘭科劇院前廣場進行示威，繼續高呼反對第1214號發案的口號，另外在文尼察、扎波羅熱、日托米爾、利沃夫、伊萬諾-弗蘭科夫斯克、捷爾諾波爾等地各有數百名民眾進行示威，部份示威者表示會繼續參與抗議活動，直至國會通過確保反腐敗機構獨立性的法案。而示威者表明示威活動並非為了推翻政府，而是為了向政府施壓。不少示威者繼續將法案的通過與2013年尊嚴革命相比較。多名退伍士兵參與示威。
約60名移居海外的烏克蘭人在荷蘭阿姆斯特丹市中心廣場舉行支援歐洲一體化、法治和反對削弱反腐敗機構權力集會，參與者披上烏克蘭國旗，手舉「腐敗殺人」、「烏克蘭人想要獨立的反腐敗機構」、「烏克蘭人選擇歐盟」等標語。示威者強調今日與2013年一樣烏克蘭人的選擇是歐洲、民主和法治，強調烏克蘭的選擇是反腐敗機構的獨立性和歐洲一體化的路線。

### 7月25日
示威踏入第4天，隨着總統澤連斯基向國會提交確保反腐敗機構獨立性的法案，示威規模較前三日減少。在基輔市繼續有數百名民眾聚集在伊凡·法蘭科劇院前廣場進行示威，繼續要求恢復反腐敗機構的獨立性以及呼籲民眾在7月30日以及31日國會舉行特別會議審議確保反腐敗機構獨立性的法案時到廣場聚會，向國會議員表明，我們正在等待他們的公平決定。在扎波羅熱和敖德薩市則有數十名民眾示威，繼續高呼反腐敗口號。

### 7月26日
示威踏入第5天，在基輔市繼續有約二百名民眾聚集在伊凡·法蘭科劇院前廣場進行示威，繼續要求恢復反腐敗機構的獨立性，並舉行論壇由記者等參與對第12414號法案和烏克蘭反貧腐等議題。

### 7月27日
示威活動進入第6日，繼續有數百名民眾聚集在基輔市伊凡·法蘭科劇院前廣場進行示威，活動大致和平，並繼續高舉寫有反腐敗口號的紙板，其中部份示威者新增呼籲盡快任命經濟安全局長一職並開始相關部門的改革。烏克蘭政府就加入歐盟進行的改革中，設立由國內外成員組成的監督經濟安全局長遴選委員會，由該委員會提名經濟安全局長一職，並由政府內閣批准。早前該委員會向內閣提交由奧列克桑德‧茨溫斯基出任經濟安全局長一職，但遭到內閣拒絕，原因是茨溫斯基父親擁有俄羅斯公民身份，另外亦涉及多宗反腐敗案件。

### 7月28-29日
示威進入第7和第8日，數十名示威者在基輔市伊凡·法蘭科劇院前廣場進行示威，示威期間為俄羅斯全面入侵烏克蘭中的烏克蘭捍衛者、志願組織成員以及被處決、遭受酷刑或被關押死亡的平民而默哀。與前幾天相比，示威者明顯減少。

### 7月30日
在烏克蘭國會就由總統澤連斯基提交確保反腐敗機構獨立性法案進行投票的前一日。大批民眾在烏克蘭全國多個主要城市集會，要求國會通過法案，數千名示威者在基輔市伊凡·法蘭科劇院前廣場進行示威，並高唱烏克蘭國歌，高舉烏克蘭國旗，呼籲國會投票通過旨在恢復烏克蘭國家反腐敗局和特別反腐敗檢察官辦公室獨立性的法案第13533號法案，高呼「放開烏克蘭反腐敗局和特別反腐敗檢察官辦公室！」，「我們站出來，站出來，將站出來」，「政府是為了數百萬人，而不是百萬富翁」，「腐敗會殺人」，「烏克蘭不是俄羅斯」等口號。在扎波羅熱、哈爾科夫、文尼察、日託米爾、敖德薩、利沃夫、捷爾諾波爾、伊萬諾-弗蘭科夫斯克等地亦有數百名民眾聚集，反對削弱烏克蘭反腐敗局和特別反腐敗檢察官辦公室獨立性，要求國會恢復。
烏克蘭國家反腐敗局在國會就恢復反腐敗機構獨立性進行投票的前一日，在社交平台表示，2016年到2025年在國家反腐敗局調查的刑事訴訟中，有71名現任和前任國會議員被通知存在合理懷疑，其中42人在2022-2025年期間被懷疑，31人是現屆國會議員，所犯下的腐敗罪行包括，挪用、獲得非法利益、濫用權力或官方職位、不準確的聲明和非法致富等。

### 7月31日
大批民眾在烏克蘭國會審議恢復反腐敗機構獨立性的第13533號法案期間，在烏克蘭國會外圍舉行集會，並且觀看國會的實時直播，期間高呼是次示威口號，包括「烏克蘭不是俄羅斯」、「腐敗會殺人」等。在國會通過第13533號法案後，示威民眾逐漸散去，部分民眾在離開時高呼口號，慶祝民主的勝利。
烏克蘭國會議員德米特羅·科斯蒂烏克在議會就恢復反腐敗機構獨立性的第13533號法案發言時表示，作為尊嚴革命的參與者，一直都強調烏克蘭加入歐盟的重要性。烏克蘭國家反腐敗局和特別反腐敗檢察官辦公室存在很多問題，但建立反腐敗基礎系統是尊嚴革命的主要結果。自己將退出執政人民公僕黨，相關決定與國會早前通過削弱烏克蘭國家反腐敗局和特別反腐敗檢察官辦公室獨立性的法案有關。根據會議紀錄科斯蒂烏克在審議第12414號法案投下贊成票。

## 後續

### 7月22日
烏克蘭總統澤連斯基在例行夜間講話中沒有直接回應示威，但指出這是「情緒激動」的一天，自己已經與總檢察長、國家反腐敗局局長和特別反腐敗檢察官辦公室負責人會面。而多個烏克蘭傳媒引述消息報道，總統澤連斯基已在全國示威爆發期間簽署法案，並將於23日起實施。
烏克蘭國防部情報總局局長布達洛夫在社交平台表示，烏克蘭的歷史告訴眾人，一個國家如果因內部矛盾而分裂，就會失敗。現在我們有一個共同的問題，一個共同的敵人。因此應該透過公開對話解決內部矛盾，以實現一個共同目標，保衛我們的國家，強大的軍隊和機構將拯救烏克蘭。我們必須表現出智慧和責任。
七大工業國集團駐烏克蘭大使在社交平台表達對烏克蘭國家安全局21日烏克蘭反腐敗局搜查行動的關注。烏克蘭總檢察長克拉夫琴科、國家調查局局長蘇哈喬夫以及國家安全局局長馬柳克一同會見七大工業國集團駐烏克蘭大使回應有關關注，指出在戰爭期間國家安全局的首要任務是打擊俄羅斯特工，防止俄羅斯特攻對烏克蘭任何國家機構帶來負面影響。強調安全局的行動完全符合烏克蘭法律框架，亦符合烏克蘭國家安全利益。
烏克蘭國家安全局局長馬柳克在回應傳媒提問時表示，烏克蘭國會通過第12414號法律草案是讓烏克蘭的法律制度回歸憲法框架，指出根據烏克蘭憲法烏克蘭只有一名總檢察長，不應有其他機構的權力相當於總檢察長。而烏克蘭國家反腐敗局和特別反腐敗檢察官辦公室並沒有遭到清算，2個機構仍然存在並繼續高效工作，同時仍然是獨立機構。認為烏克蘭國會通過的法案只是為了防止2個機構突然變成「怪物」。

### 7月23日
烏克蘭總統澤連斯基表示，自己已經與烏克蘭國家反腐敗局、特別反腐敗檢察官辦公室、烏克蘭國家安全局、國家預防腐敗局、國家調查局、內政部和總檢察長辦公室代表進行會談，討論22日由執政人民公僕黨在國會提出並獲通過，及後引發全國各地出現示威的法案，表明已經聽到社會的聲音，了解民眾對國家機構的期望，希望確保司法公正和各個機構的有效運作。重申烏克蘭人民有一個共同的敵人，便是俄羅斯，保衛烏克蘭需要一個足夠強大的執法和反腐敗體制，指出刑事訴訟不應拖延數年而得不到合法判決。自己與各代表討論必要的行政和立法決定，以加強各機構的工作，解決現有矛盾。各方同意制定聯合行動計劃，概述加強烏克蘭、解決現有問題、實現更大程度的正義以及維護烏克蘭社會利益的所需步驟。在夜間講話中澤連斯基表示，將會向國會提出確保反腐敗機構獨立性的法案，並確保俄羅斯不會對執法活動產生影響或干涉。重提自己與多個執法部門的會議，各機構負責人同意共同提出一項行動計劃，概述加強烏克蘭法治的具體步驟。強調自己聽到民眾在街頭和網上所發表的意見，將認真對待這些擔憂，並已經分析所有關注點，需要改變和需要加強的所有方面。強烈期待執法和反腐敗機構負責人、烏克蘭總檢察長就法律規範提出具體建議。
烏克蘭國家反腐敗局和特別反腐敗檢察官辦公室發表聯合聲明，歡迎總統澤連斯基提出制定確保反腐敗機構獨立性的法案，將準備加入討論，並共同制定消除法律風險，遵守法治標準，並提高維護烏克蘭正義潛力的法案。感謝有助於促進共同努力的建設性對話和會議。堅信維護偵探和檢察官的獨立性，以及堅持透過合法的法院判決進行懲罰，是不可避免的原則，是有效調查腐敗犯罪和履行烏克蘭國際承諾的基本條件，亦呼籲國際合作夥伴繼續全面支援烏克蘭對抗俄羅斯的侵略。
烏克蘭總檢察長克拉夫琴科表示，由於案件數量眾多，自己不會對烏克蘭國家反腐敗局和特別反腐敗檢察官辦公室的有效性進行審計，只會處理已經調查超過一年或更長時間的刑事案件，了解當中原因。
烏克蘭國會執政人民公僕黨領袖阿拉哈米亞表示，認為目前需要將情緒化的言論轉為建設性，在目前的情況下，總統與各持份機構代表的會晤至關重要，各方一致同意制定具體措施計劃解決現有問題，承認看到民眾對法案的不滿亦會對此作出回應，國會將立即給予政治支援和必要支援，確保解決方案的制定。阿拉哈米亞亦回應外界對第12414號法律草案的誤解，指出文件從未提及關於解散烏克蘭國家反腐敗局和特別反腐敗檢察官辦公室的內容，法案不影響2個機構的運作，關於法案的通過是破壞烏克蘭反腐敗體制的基礎與事實不符。本屆國會以加速模式通過的首批決議之一，正正是加強國家反腐敗局、特別反腐敗檢察官辦公室、高等反貪腐法院等機構的運作，當中包括賦予國家反腐敗局獨立審訊嫌疑人的權力、由國際組織代表參與選舉國家反貪赴委員會儲存的程序等。同時亦包括取消國會豁免權以及恢復虛假申報的刑事責任等。
烏克蘭歐洲和歐洲-大西洋一體化副總理卡奇卡與歐盟鄰里和擴大委員會專員科斯會面，期間承諾以透明的方式解決國家反腐敗局和特別反腐敗檢察官辦公室的爭議，烏克蘭將採取進一步立法行動，以確保在反腐敗方面與歐盟標準保持一致。
烏克蘭國家追蹤和資產管理局局長埃琳娜·杜馬表示，支持烏克蘭國會通過第12414號法律草案，真正採取正確步驟，讓國家恢復秩序，並讓烏克蘭的反腐敗系統發揮作用，草案能夠讓烏克蘭的反腐敗機構在沒有俄羅斯的影響下達成更多正義。指出自己領導的國家追蹤和資產管理局是應歐盟和國際合作夥伴的要求下成立，曾經亦面臨遭俄羅斯滲透的問題，在經歷改革引入透明規則和程序後，管理局已經回復正軌。呼籲國家、州、各執法和反叛腐敗機構協同工作，共同戰勝腐敗。
烏克蘭國家警察表示，接獲一名國家反腐敗局員工報案，指出自己在21日烏克蘭國家安全局的搜查行動中遭到毆打，當局正在調查事件，所有參與事件的人員已被執法人員審問。

### 7月24日
烏克蘭國會言論自由委員會主席尤爾奇辛表示，一個由48名國會議員組成的跨黨派小組已向烏克蘭國會提交法案，希望恢復烏克蘭國家反腐敗局和特別反腐敗檢察官辦公室的獨立性，並表示議案在24日便可以進行投票，並表示現在是總統先生你行動。
烏克蘭總統澤連斯基表示，已經批准關於確保反腐敗系統關鍵機構獨立性的法律草案，並已經提交烏克蘭國會，表明法案加強烏克蘭執法系統、反腐敗機構的獨立性以及對執法系統的可靠保護，以免受到俄羅斯的干涉和影響。並表示保持團結和獨立十分重要，政府尊重所有烏克蘭人的立場，並感謝所有與烏克蘭站在一起的人。澤連斯基與傳媒會面時被問到是什麼決定需要向國會提交新法案時表示，我們應該聆聽民眾的意見，國會與社會之間本應進行對話，而目前最主要的挑戰是戰爭，最重要的是國家團結，而傾聽民眾聲音並進行對話是必要的步驟，而自己認為烏克蘭應該有真正獨立的反腐敗機構。在回應民眾集會時表示，尊重社會的意見，認為反對削弱烏克蘭國家反腐敗局和特別反腐敗檢察官辦公室獨立性的集會是社會的正常反應。政府充分傾聽民眾聲音，當民眾要求作出改變時，政府將作出回應。又強調目前主要專注於解決與戰爭有關的問題，而目前主要的敵人是俄羅斯，這是最大的挑戰。回應記者提問時表示，保證圍繞烏克蘭國家反腐敗局和特別反腐敗檢察官辦公室的問題不會影響烏克蘭加入歐盟的談判，自己在與歐洲合作伙伴的對話中，承諾會找到解決方案，而合作伙伴明白這些是烏克蘭的內部事務。
烏克蘭國會主席斯特凡丘克表示，烏克蘭國會已經收到由烏克蘭總統澤連斯基提交的第13533號法案 「關於烏克蘭刑事訴訟法的修正案以及加強烏克蘭國家反腐敗局特別反腐敗檢察官辦公室權力」，法案將於7月31日的特別全體會議上審議。

### 7月27日
烏克蘭澤連斯基分別與法國總統馬克龍和歐盟委員會主席馮德萊恩通電話，商討烏克蘭的歐洲一體化進程以及烏克蘭的反腐敗系統，其中在與馮德萊恩的通話中討論到早前向國會提交的確保烏克蘭反腐敗機構獨立性的新法案以及其他反腐敗努力。在與馬克龍的通話中則保證烏克蘭反腐敗機構的獨立性和有效性。馮德萊恩敦促澤連斯基維護國家反腐敗機構的獨立性，指出烏克蘭在加入歐盟的道路上已經取得重大成就，而這些成就必須建立在堅實的基礎，維護獨立的反腐敗系統是烏克蘭法治的基石。

### 7月29日
烏克蘭總統澤連斯基分別與加拿大總理卡尼和丹麥首相弗雷德裡克森討論旨在恢復烏克蘭反腐敗機構獨立性的法案。丹麥和加拿大均表示支援新法案，並同意烏克蘭國會本週迫切需要對該法案進行投票。

### 7月30日
截至7月30日，烏克蘭國會網站顯示，公民團體、政府和國會議員共提交6項與恢復烏克蘭反腐敗機構獨立性的法案，其中總統澤連斯基於24日登記第13533號法案，建議鞏固特別反腐敗檢察官辦公室作為一個獨立進行調查程序管理機構的地位，並提出防止外國情報部門針對反腐敗機構員工的情報和顛覆活動的機制。同一天，48名議員登記第13531號法案，檔案簡化並擴大特別反腐敗檢察官辦公室的程序權力，並加強烏克蘭國家反腐敗局的獨立性，完全取消第12414號法案的更改。執政人民公僕黨國會議員科斯蒂烏克提交第13531-1號法案，規定根據部長內閣批准的程序對烏克蘭國家反腐敗局員工進行認證，並解僱沒有通過的程序的員工。在野黨歐洲團結黨國會議員岡察仁柯登記第13531-2號法案。多個公民團體共同向國會登記第13531-3號法案，提議成立一個烏克蘭英雄全國大會，公開討論並選出的烏克蘭國家反腐敗局和特別反腐敗檢察官辦公室主管，候選人將被提交給總理或總檢察長進行任命。無黨籍國會議員拉祖姆科夫登記第13531-4號法案。
烏克蘭國會執法委員會通過決議，建議大會通過由總統提交的加強烏克蘭國家反腐敗局和特別反腐敗檢察官辦公室的權力法律草案。另外否決總統澤連斯基提交的6項備選法律草案以及由國會議員提交的第13531號法案和第13531-1號法案。

### 7月31日
烏克蘭國會以331票贊成，通過由總統澤連斯基提交第13533號法案，恢復和確保烏克蘭國家反腐敗局和特別反腐敗檢察官辦公室的獨立性，確保可靠地保護其活動免受外國的影響和干預。鞏固特別反腐敗檢察官辦公室作為獨立進行烏克蘭國家反腐敗局犯罪調查程序管理機構的地位。總檢察長有權向審前調查機構負責人發出書面指示，但烏克蘭國家反腐敗局和特別反腐敗檢察官辦公室除外，副總檢察長，即特別反腐敗檢察官辦公室負責人有權更改、補充或撤回上訴和撤銷投訴，以及親自提交法院裁決的審查申請。總檢察長有權委託另一個機構對烏克蘭經濟安全局管轄下的罪行進行審前調查，以防經濟安全局在戒嚴期間無法運作。總檢察長有權指示經濟安全局調查屬於其他機構管轄範圍的案件。法案禁止將烏克蘭國家反腐敗局案件移交給其他預審調查機構，除非反腐敗局實際無法運作，而相應的決定只能由總檢察長或特別反腐敗檢察官辦公室負責人作出。法案規定預審調查機構負責人有義務遵守檢察官的書面指示，並對其不遵守規定負責。而烏克蘭國家反腐敗局參與的訴訟可只遵守特別反腐敗檢察官辦公室的書面指示。如果刑事犯罪對人權或國家利益造成或可能導致嚴重後果，特別反腐敗檢察官辦公室可安排國家反腐敗局調查其他機構正在調查的案件。如果國家反腐敗局發現其員工犯下與腐敗或濫用權力有關的罪行，則由國家反腐敗局自行調查此類訴訟程式等。另外，法案引入額外的安全措施，以核實關鍵執法和反腐敗機構員工的誠信和忠誠度。特別是，國家反腐敗局、特別反腐敗檢察官辦公室、經濟安全局、總檢察長辦公室和國家警察等至少每兩年檢查一次使用測謊儀對能夠訪問國家機密的員工進行測試等。
烏克蘭總統澤連斯基簽署第13533號法案，恢復和確保烏克蘭國家反腐敗局和特別反腐敗檢察官辦公室的獨立性，並感謝國會331名議員的支持，作為一個基礎和作為一個整體，國家傾聽公眾意見非常重要，而毫無疑問烏克蘭是一個民主國家。
烏克蘭總理斯維里登科表示，感謝所有支出總統法案的議員，以保證國家反腐敗局和特別反腐敗檢察官辦公室的獨立性，並保護執法機構免受任何外部影響。法案消除對反腐敗機構工作的干擾風險問題，並加強整個執法系統。是對社會和歐洲合作伙伴期望的明確回應，烏克蘭再次證明自己是一個民主國家。政府將繼續聽取和尊重公眾意見，亦將向所有合作伙伴通報這一決定。外交部長西比哈表示，總統提出的關於恢復國家反腐敗局和特別反腐敗檢察官辦公室獨立性法律草案的通過，證明烏克蘭對改革和反腐敗的承諾。負責歐洲和歐洲-大西洋一體化的副總理卡奇卡表示，烏克蘭將繼續加強反腐敗基礎系統，並感謝總統和國會採取及時的步驟，通過保證國家反腐敗局和特別反腐敗檢察官辦公室獨立性的法案案，烏克蘭對改革的承諾是整個國家的不懈努力，作為融入歐盟和北約的基石。
烏克蘭執政人民公僕黨反腐敗政策小組委員會主任奧列克西·日馬雷內茨基表示，人民公僕黨就烏克蘭國家反腐敗局和特別反腐敗檢察官辦公室相關法案的審議舉行內部會議，討論黨內工作和決策規則的改革，並決定成立工作組改進內部程序，以便此類錯誤永遠不會再次發生。

## 反應

### 在第12414號法案生效後
英國首相施紀賢與烏克蘭總統澤連斯基通電話，討論烏克蘭戰爭局勢以及反腐敗爭議等問題。澤連斯基向施紀賢表示，烏克蘭政府正準備一項法案，將加強執法系統，並保證反腐敗系統的獨立性和有效性。施紀賢則建議尋找有利長期合作的專家解決相關問題。雙方同意繼續就相關問題進行溝通，並認識到有必要保護正常生活的價值觀，抵制任何俄羅斯的影響和干涉。
歐盟委員會發言人梅西亞表示，歐盟委員會主席馮德萊恩對剝奪烏克蘭反腐敗機構獨立性的新法律與總統澤連斯基聯絡和提出強烈關注。指出尊重法治和打擊腐敗是歐盟的核心要素。作為候選國，烏克蘭需要充分維護這些標準，不可能妥協。
美國參議院外交關係委員會成員民主黨籍的沙欣和共和黨籍的格雷厄姆表示，擔心烏克蘭國會新通過的法案削弱烏克蘭國家反腐敗局和特別反腐敗檢察官辦公室的權力，有可能破壞烏克蘭的大部分反腐敗進展。指出自尊嚴革命以來，烏克蘭在反腐敗議程上取得顯著的進步，即使在與俄羅斯侵略作鬥爭期間仍然證明烏克蘭人民的非凡決心。但最近由烏克蘭國會通過並獲總統澤連斯基簽署的法案，會破壞大部分進展，並違背烏克蘭巨大的戰鬥精神以及烏克蘭公民和國際社會的期望。敦促烏克蘭政府不要採取任何會破壞反腐敗努力的行動。民主共和兩黨將繼續大力支援烏克蘭，並一致認為滿足烏克蘭公民的期望，並確保治理結構保證烏克蘭的經濟繁榮和美國未來的投資，符合烏克蘭和美國的利益。
德國外交部長瓦德普爾與烏克蘭外交部長西比哈通電話時表示，烏克蘭必須在反腐敗行動中必須表現出一致性，限制國家反腐敗局和特別反腐敗檢察官辦公室的獨立性，將使烏克蘭的歐洲一體化道路變得複雜。期望烏克蘭繼續堅定地努力打擊腐敗。
荷蘭外交大臣費爾德坎普表示，烏克蘭的反腐敗系統在其國家改革道路中至關重要，任何限制反腐敗機構的行為將是重大挫折，維護相關機構的獨立性和法治制度的持續進展仍然是烏克蘭加入歐盟的關鍵程序。
瑞典外交部發聲明表示，對烏克蘭國會通過限制並損害烏克蘭國家反腐敗局和特別反腐敗檢察官辦公室的權力和獨立性的法案表示關注，強調在過去10年中，烏克蘭在打擊腐敗方面取得重要進展，堅持相關進展至關重要，並重申瑞典仍然是烏克蘭改革的有力合作夥伴。
立陶宛外交部長巴德里斯表示，過去幾十年立陶宛一直在打擊腐敗，而這場鬥爭仍未結束，準備變革的政治家、乾淨的官員、有堅強骨氣的檢察官以及獨立、強大和專門的反腐敗機構是打擊貪腐的必要條件。呼籲烏克蘭不要重蹈覆轍，反腐敗機構的獨立性極其重要。
冰島外交部長居納爾斯多蒂爾表示，對烏克蘭通過法案限制反腐敗機構的獨立性表示關切，指出反腐敗機構的完整性對保持烏克蘭改革的勢頭至關重要，而最近通過的法案已經引起烏克蘭民眾對反腐敗機構持續獨立性的擔憂，而法治和公眾信任對烏克蘭的歐洲-大西洋一體化道路至關重要。
經濟合作暨發展組織表示，烏克蘭國會通過的法案威脅到反腐敗機構的獨立性，並可能破壞基輔在外國合作伙伴中的信譽，可能會對國防投資和重建融資產生負面影響。
美國人權關注組織「人權至上」發聲明表示，批評烏克蘭國會通過法案嚴重削弱反貪機構的功能，損害國內外對烏克蘭改革的信心，指出烏克蘭國家反腐敗局和特別反腐敗檢察官辦公室的設立是2013年廣場革命後的重要成就，削弱2個機構的獨立性只會將情況倒退，嚴重削弱國際對烏克蘭反貪腐的信心。

### 在第13533號法案通過後
歐盟委員會主席馮德萊恩和歐洲理事會主席科斯塔在烏克蘭總統澤連斯基簽署恢復反腐敗機構獨立性的第13533號法案後發表聯合聲明表示，支持通過關於恢復烏克蘭反腐敗機構獨立性的法案，指出烏克蘭在法治和反腐敗領域的改革應該繼續落去，這對烏克蘭在加入歐盟的道路上至關重要。歐盟外交與安全政策高級代表卡拉斯表示，烏克蘭恢復返腐敗機構獨立性的步驟表明，當歐洲民主價值觀受到威脅時，迅速回到正確道路上的決心，對於任何尋求加入歐盟的國家而言，法治和反腐敗的改革至關重要。